# Сухиніче
Сухиніче (пол. Suchynicze) — село в Польщі, у гміні Шудзялово Сокульського повіту Підляського воєводства.
Населення — 96 осіб (2011).
У 1975-1998 роках село належало до Білостоцького воєводства.

## Демографія
Демографічна структура станом на 31 березня 2011 року:
|          | Загалом | Допрацездатний вік | Працездатний вік | Постпрацездатний вік |
| -------- | ------- | ------------------ | ---------------- | -------------------- |
| Чоловіки | 47      | 3                  | 29               | 15                   |
| Жінки    | 49      | 2                  | 13               | 34                   |
| Разом    | 96      | 5                  | 42               | 49                   |